# Allenatori e presidenti della Virtus Entella

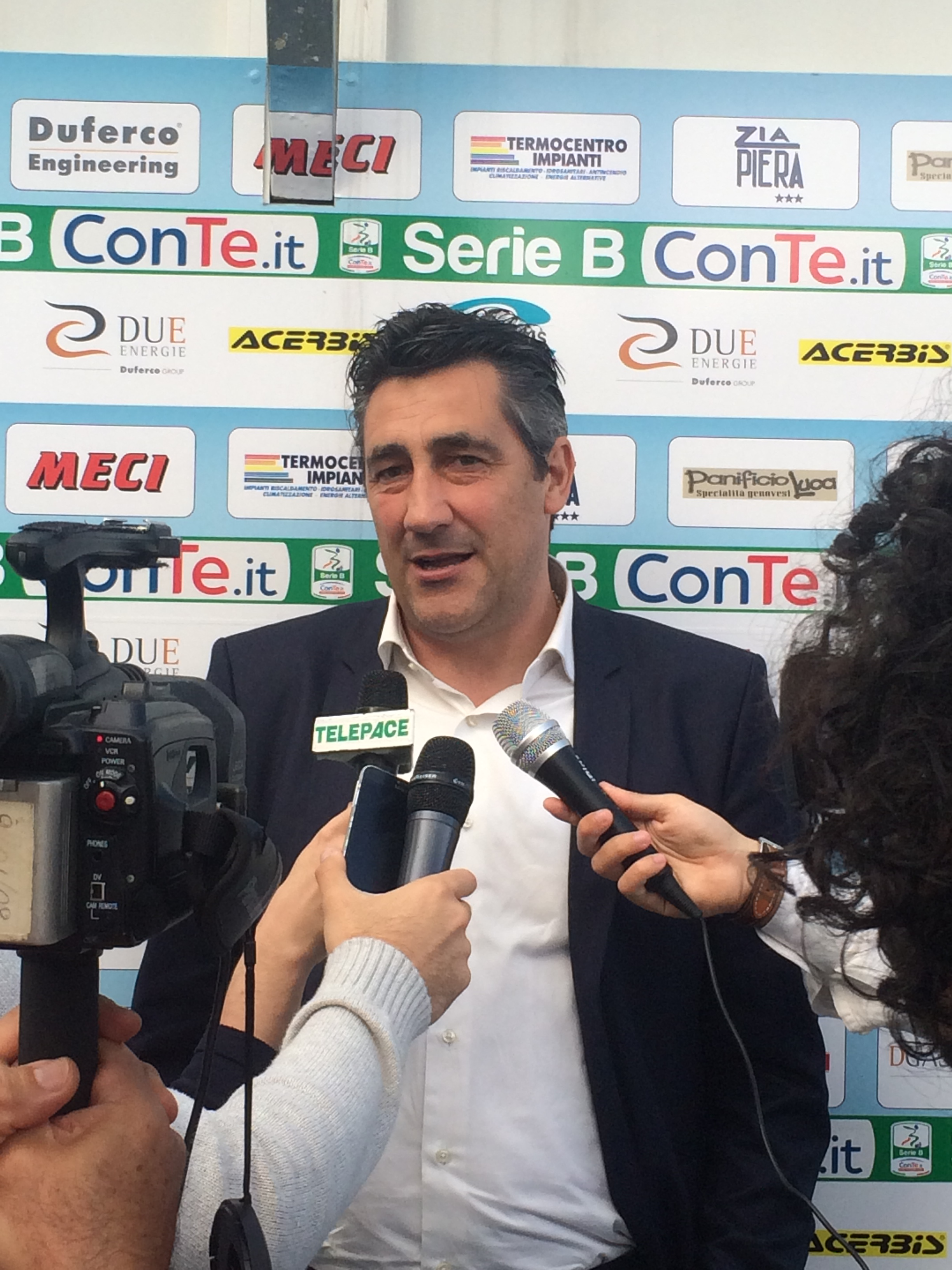
Alfredo Aglietti, l'allenatore con più presenze e più vittorie in Serie B sulla panchina dell'Entella.

Da marzo 1914 a luglio 2025 sono 87 gli allenatori e 38 i presidenti della Virtus Entella, società calcistica italiana con sede nella città di Chiavari.

## Allenatori

### Storia

Bruno Baveni, allenatore della prima squadra dell'Entella in quattro diversi periodi.

Dalla sua fondazione avvenuta nel 1914 e fino al 1927 l'Entella si avvalse di commissioni tecniche invece che di un singolo allenatore, con le uniche eccezioni di G.B. Ronzoni nella stagione 1921-1922 e del tecnico magiaro Ferenc Molnár, primo allenatore professionista della squadra che fu messo sotto contratto unicamente per le finali della Terza Divisione 1923-1924. La squadra prese parte alla stagione inaugurale della Serie C guidata da Ottavio Barbieri e mantenne la categoria sino al termine degli anni 1940, allenata tra gli altri anche da Alfredo Moracchioli, Imre Payer e Giolitto Sanguineti, quest'ultimo resosi in precedenza protagonista della più lunga permanenza ininterrotta sulla panchina dell'Entella: dalla stagione 1929-1930 al termine della stagione 1933-1934.
Negli anni 1960 l'Entella trascorse un nuovo periodo in Serie C, anche grazie agli allenatori Manlio Bacigalupo, Paolo Todeschini e Mario Genta, l'ultimo già Campione del mondo da giocatore, tutti con all'attivo periodi multipli sulla panchina della squadra. A riportare la compagine tra i professionisti negli anni 1980 fu il giovane allenatore emergente Gian Piero Ventura, mentre a mantenere la categoria contribuì Bruno Baveni. Nella stagione 2000-2001 fu la volta sulla panchina dell'Entella di un secondo Campione del mondo: Pedro Pasculli, laureatosi tale nel 1986 giocando con la nazionale argentina.
L'ascesa dalla Lega Pro Seconda Divisione alla Serie B avvenuta negli anni 2010 vide in panchina Luca Prina, primo tecnico a vincere un campionato di terza serie con l'Entella, successivamente eguagliato da Roberto Boscaglia e Fabio Gallo. In Serie B il tecnico con più vittorie (24) ed anche più presenze (78) è Alfredo Aglietti, che ha allenato l'Entella in due diversi periodi. 

### Lista
- 1914  Quintino Bianchi[1] (mar.-giu.)
- 1914-1915  Quintino Bianchi[1]
- 1919-1921  Enrico Delucchi[1]
- 1921-1922  G.B. Ronzoni
- 1922-1923  Arturo Costa[1]
- 1923-1924  G.B. Ronzoni[1] (girone-qual. finale)
 Ferenc Molnár (finale)
- 1924-1926  Guido Ghisilieri[1]
- 1926-1927  Angelo Sanguineti[1]
- 1927-1928  Hanty
- 1928-1929  Hanty (1ª-?ª)
 Giacomo Zolezzi (?ª-14ª)
 Gracco De Nardo (15ª-22ª)
- 1929-1930  Gracco De Nardo (1ª-?ª)
 Giolitto Sanguineti (?ª-26ª)
- 1930-1934  Giolitto Sanguineti[2]
- 1934-1935  Imre Payer
- 1935-1936  Ottavio Barbieri
- 1936-1937  Imre Payer
- 1937-1938  Alfredo Moracchioli (1ª-?ª)
 Angelo Sanguineti (?ª-30ª)
- 1938-1939  Giolitto Sanguineti (1ª-?ª)
 Alfredo Moracchioli (?ª-?ª)
 Giuseppe Barbieri (?ª-26ª)
- 1939-1940  Giuseppe Barbieri (1ª-?ª)
 Giacomo Costa (?ª-30ª)
- 1940-1941  Alfredo Moracchioli
- 1941-1942  Manlio Bacigalupo (1ª-?ª)
 Alfredo Moracchioli (?ª-30ª)
- 1942-1943  Renato Cattaneo
- 1945-1946  Giacomo Costa (1ª-?ª)
 Gino Callegari (?ª-26ª)
- 1946-1947  Giuseppe Rossetti
- 1947-1948  Imre Payer
- 1948-1949  Ermelindo Bonilauri (1ª-?ª)
 Bellotti (?ª-34ª)
- 1949-1950  Bellotti
- 1950-1951  Mario Genta
- 1951-1952  Giovanni Costa (1ª-?ª)
 Mario Vaccaro (?ª-34ª)
- 1952-1953  Giuseppe Rossetti (1ª-?ª)
 Marcello Salvietti (?ª-?ª)
 Mario Vaccaro (?ª-?ª)
 Antonio Castagnino (?ª-30ª)
- 1953-1954  Andrea Verrina
- 1954-1955  Michele Giachino
- 1955-1956  Andrea Verrina
- 1956-1958  Pietro Pastorino
- 1958-1959  Andrea Verrina (1ª-?ª)
 Mario Genta (?ª-34ª)
- 1959-1960  Carlo Scarpato
- 1960-1961  Carlo Scarpato (1ª-?ª)
 Frank Pedersen (?ª-34ª)
- 1961-1962  Giovanni Ballico
- 1962-1963  Ubaldo Narducci
- 1963-1964  Pietro Pastorino (1ª-?ª)
 Luigi Rosellini (?ª-34ª)
- 1964-1965  Gipo Poggi
- 1965-1966  Gipo Poggi (1ª-?ª)
 Paolo Todeschini[3] (?ª-34ª)
- 1966-1967  Manlio Bacigalupo
- 1967-1968  Sergio Vergazzola (1ª-?ª) 
 Mario Genta (?ª-38ª)
- 1968-1969  Mario Genta
- 1969-1970  Guido Capello (1ª-31ª) 
 Giuseppe Baldini (32ª-38ª)
- 1970-1971  Mauro Mari (1ª-26ª) 
 Paolo Todeschini (27ª-38ª)
- 1971-1972  Paolo Todeschini (1ª-15ª)
 Manlio Bacigalupo (16ª-38ª)
- 1972-1973  Edoardo Avvenente (1ª-17ª)
 Giorgio Piazza (18ª-19ª)
 Giuseppe Baldini (20ª-34ª)
- 1973-1974  Mario Genta (1ª-?ª)
 Ermes Nadalin (?ª-?ª)
 Mario Genta (?ª-34ª)
- 1974-1975  Adelio Colombo
- 1975-1976  Adelio Colombo (1ª-?ª)
 Adriano Bassetto (?ª-34ª)
- 1976-1977  Bruno Baveni
- 1977-1978  Davide Cafferata (1ª-?ª)
 Sergio Vezzoso (?ª-?ª)
 Dante Campanelli (?ª-34ª)
- 1978-1979  Gianfranco Rota
- 1979-1980  Giuseppe Trinchero
- 1980-1981  Umberto Urtis (1ª-?ª)
 Giorgio Piazza (?ª-30ª)
- 1981-1982  Angelo Seghezza
- 1982-1983  Gian Piero Ventura
- 1983-1984  Sergio Vezzoso
- 1984-1986  Gian Piero Ventura
- 1986-1987  Bruno Baveni
- 1987-1988  Bruno Baveni (1ª-22ª)
 Giorgio Canali (23ª-34ª)
- 1988-1989  Giovanni Talami (1ª-?ª) 
 Franco Caffaratti (?ª-34ª)
- 1989-1990  Sandro Roncone (1ª)
 Antonio Nappo (2ª-?ª)
 Mauro Soro (?ª-34ª)
- 1990-1991  Mauro Soro
- 1991-1992  Franco Castelletti (1ª-?ª) 
 Fabrizio Gorin (?ª-30ª)
- 1992-1993  Victor Brogi (1ª-?ª)
 Mauro Franciois (?ª-?ª)
 Adelio Colombo (?ª-30ª)
- 1993-1994  Fulvio Bonomi[4] (1ª-?ª)
 Bruno Baveni (?ª-30ª)
- 1994-1995  Stefano Risaliti (1ª-?ª)
 Franco Viviani (?ª-30ª)
- 1995-1996  Marco Biloni
- 1996-1997  Adelio Colombo
- 1997-1998  Adelio Colombo (1ª-12ª)
 Gianni Comini (13ª-34ª)
- 1998-1999  Bruno Baveni (1ª-15ª)
 Giovannino Casaretto (16ª-30ª)
- 1999-2000  Giovannino Casaretto (1ª-4ª)
 Maurizio Panozzo (5ª-?ª)
 Claudio Vinazzani (?ª-23ª)
 Walter Allievi (24ª-28ª)
 Maurizio Panozzo[5] (29ª-34ª)
- 2000-2001  Pedro Pasculli
- 2002-2003  Giovannino Casaretto
- 2003-2004  Adelio Colombo (1ª-?ª)
 Giovannino Casaretto (?ª-34ª e play-off)
- 2004-2005  Giovannino Casaretto (1ª-?ª)
 Alberto Ruvo (?ª-30ª)
- 2005-2006  Giovannino Casaretto (1ª-?ª)
 Davide Del Nero (?ª-34ª)
- 2006-2007  Costanzo Celestini
- 2007-2008  Costanzo Celestini (lug.-ago.)
 Claudio Terzulli (1ª-30ª)
- 2008-2010  Claudio Terzulli
- 2010-2011  Cristiano Bacci (1ª-30ª)
 Luca Prina (31ª-34ª)
- 2011-2014  Luca Prina
- 2014-2015  Luca Prina (1ª-35ª)
 Alfredo Aglietti (36ª-42ª e play-out)
- 2015-2016  Alfredo Aglietti
- 2016-2017  Roberto Breda (1ª-39ª)
 Gianpaolo Castorina (40ª-42ª)
- 2017-2018  Gianpaolo Castorina (1ª-13ª)
 Alfredo Aglietti (14ª-40ª)
 Gennaro Volpe (41ª-42ª e play-out)
- 2018-2020  Roberto Boscaglia
- 2020-2021  Bruno Tedino (1ª-8ª)
 Vincenzo Vivarini (9ª-33ª)
 Gennaro Volpe (34ª-38ª)
- 2021-2023  Gennaro Volpe
- 2023-2024  Gennaro Volpe (1ª-3ª)
 Massimo Melucci (4ª)
 Fabio Gallo (5ª-)
- 2024-2025 Fabio Gallo
- 2025- Andrea Chiappella

### Record
- 6  Giovannino Casaretto (1998-2000; 2002-2006)

6  Adelio Colombo (1974-1976; 1992-1993; 1996-1998; 2003-2004)
6  Giolitto Sanguineti (1929-1934; 1938-1939)
- 5  Bruno Baveni (1976-1977; 1986-1988; 1993-1994; 1998-1999)

5  Mario Genta (1950-1951; 1958-1959; 1967-1969; 1973-1974)
5  Luca Prina (2010-2015)
5  Gennaro Volpe (2017-2018; 2020-2024)
- 4  Alfredo Moracchioli (1937-1939; 1940-1942)
- 3 8 allenatori[6]

| Stagioni in Serie B - 3 Alfredo Aglietti (2014-2016; 2017-2018) - 2 Gianpaolo Castorina (2016-2018) 2 Gennaro Volpe (2017-2018; 2020-2024) - 1 Roberto Boscaglia (2018-2020) 1 Roberto Breda (2016-2017) 1 Luca Prina (2010-2015) 1 Bruno Tedino (2020-2021) 1 Vincenzo Vivarini (2020-2021) | Stagioni in Serie C/Lega Pro Prima Divisione - 4 Alfredo Moracchioli (1937-1939; 1940-1942) - 3 Manlio Bacigalupo (1941-1942; 1966-1967; 1971-1972) 3 Paolo Todeschini (1965-1966; 1970-1972) 3 Gennaro Volpe (2017-2018; 2020-2024) - 2 Giuseppe Barbieri (1938-1940) 2 Fabio Gallo (2023-) 2 Mario Genta (1950-1951; 1958-1959; 1967-1969; 1973-1974) 2 Imre Payer (1934-1935; 1936-1937; 1947-1948) 2 Gipo Poggi (1964-1966) 2 Luca Prina (2010-2015) | Stagioni in Serie C2/Lega Pro Seconda Divisione - 2 Bruno Baveni (1976-1977; 1986-1988; 1993-1994; 1998-1999) 2 Luca Prina (2010-2015) - 1 Cristiano Bacci (2010-2011) 1 Giorgio Canali (1987-1988) 1 Gian Piero Ventura (1982-1983; 1984-1986) |

| Presenze in Serie B - 78 Alfredo Aglietti (2014-2016; 2017-2018) - 39 Roberto Breda (2016-2017) - 36 Roberto Boscaglia (2018-2020) - 35 Luca Prina (2010-2015) - 25 Vincenzo Vivarini (2020-2021) - 16 Gianpaolo Castorina (2016-2018) - 9 Gennaro Volpe (2017-2018; 2020-2024) - 8 Bruno Tedino (2020-2021) - 2 Giacomo Filippi (2019-2020) | Vittorie in Serie B - 24 Alfredo Aglietti (2014-2016; 2017-2018) - 12 Roberto Boscaglia (2018-2020) 12 Roberto Breda (2016-2017) - 9 Luca Prina (2010-2015) - 4 Gianpaolo Castorina (2016-2018) 4 Vincenzo Vivarini (2020-2021) - 1 Gennaro Volpe (2017-2018; 2020-2024) |

Stagioni incluse frazioni di stagione.

Presenze e vittorie inclusi play-out.

Dati aggiornati al termine della stagione 2024-2025.

### Competizioni vinte
- Lega Pro Prima Divisione/Serie C

1 Roberto Boscaglia (2018-2019 - girone A)
1 Fabio Gallo (2024-2025 - girone B)
1 Luca Prina (2013-2014 - girone A)
- Campionato Interregionale/Serie D

1 Pietro Pastorino (1957-1958 - girone A)
1 Luigi Rosellini (1963-1964 - girone A)
1 Carlo Scarpato (1959-1960 - girone A)
1 Gian Piero Ventura (1984-1985 - girone E)
- Seconda Divisione Liguria/Promozione Liguria/Eccellenza Liguria

1 Giovannino Casaretto (1998-1999)
1 Adelio Colombo (1996-1997)
1 Giolitto Sanguineti (1932-1933)
1 Claudio Terzulli (2007-2008)
1 Andrea Verrina (1955-1956)
- Coppa Italia Dilettanti (fase Liguria)

1 Pedro Pasculli (2000-2001)

## Presidenti

### Storia

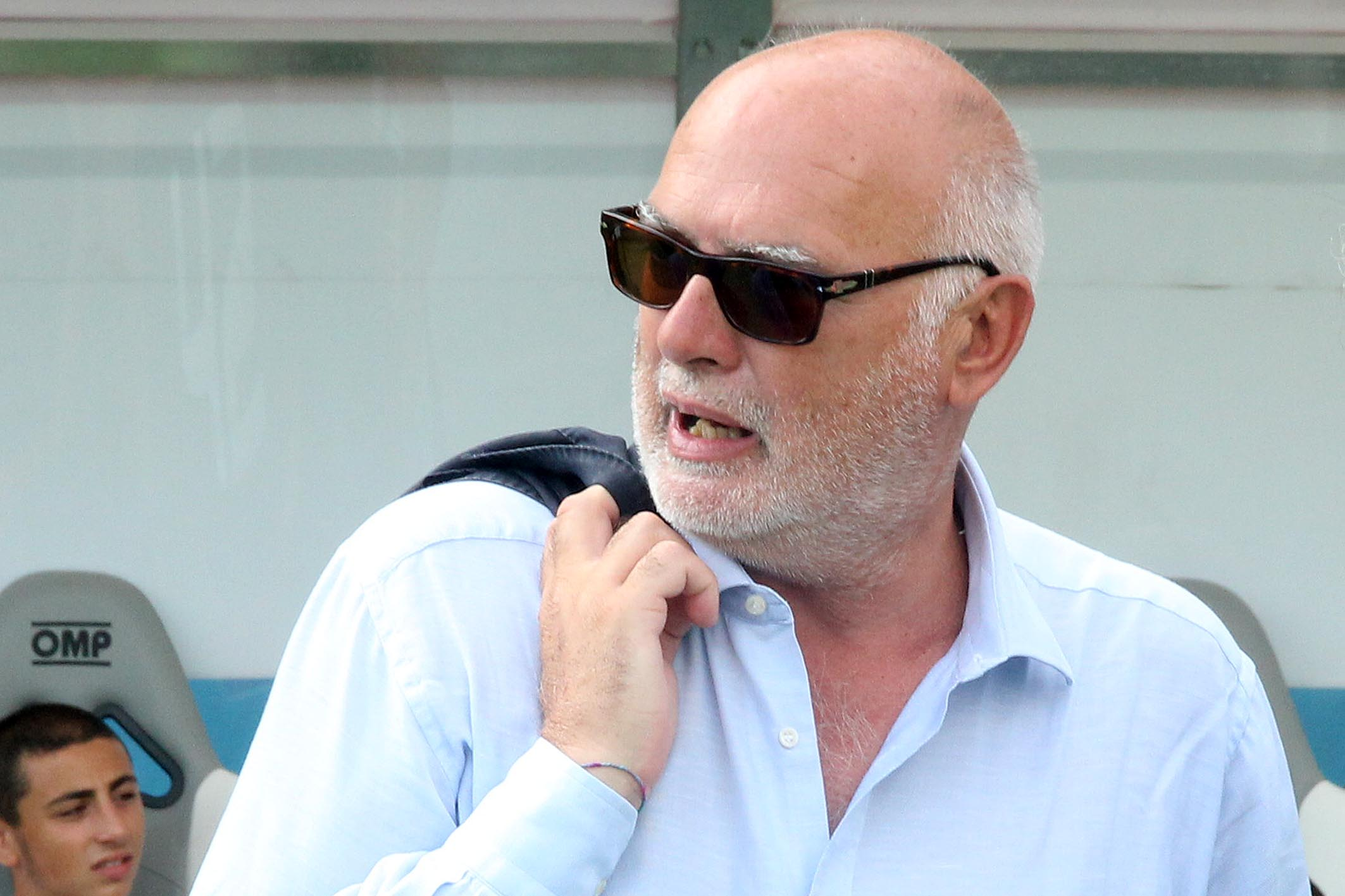
Antonio Gozzi, l'attuale nonché più vincente e più longevo presidente dell'Entella.

Alla fondazione dell'Entella nel 1914 il primo presidente fu Gerolamo Filippini, mentre negli anni seguenti ebbe un ruolo importante Francesco Leonardi: iscrisse per la prima volta la squadra ad un campionato organizzato dalla Federazione Italiana Giuoco Calcio nel 1920 e assunse nuovamente il comando della società alla fine del decennio. Negli anni 1930 e 1940 l'Entella trascorse numerose stagioni in Serie C e tra i presidenti che si susseguirono vi furono Giovanni Vittorio Marcone e Dario Costa, quest'ultimo anche ideatore del soprannome diavoli neri dato ai giocatori della squadra e di un libro sulla storia del sodalizio, pubblicato nel 1964.
Negli anni 1960 al comando della società tornata in Serie C fu saldamente Antonio Solari, che assunse il ruolo di commissario straordinario per 11 stagioni, oltre all'unica in cui fu ufficialmente presidente. Nei tre decenni successivi, a più riprese, la massima carica fu appannaggio di Vittorio Chiesa, fautore tra l'altro della fusione societaria con l'Associazione Calcio Bacezza avvenuta nel 1982; fu proprio l'ex presidente del Bacezza, Sergio Barbieri, a guidare l'Entella al ritorno tra i professionisti a metà degli anni 1980.
Dal 2007 ha assunto la presidenza dell'Entella Antonio Gozzi: sotto la sua gestione la squadra è passata in sette stagioni dall'Eccellenza alla Serie B. L'attuale presidente è il più longevo nella storia del sodalizio (18 stagioni inclusa la Serie C 2024-2025) ed anche il più vincente, avendo la squadra conquistato sotto la sua guida tre campionati di terza serie, oltre ad uno di Eccellenza.

### Lista
- 1914  Arzeno (mar.-mag.)[9]
 Gerolamo Filippini (giu.)
- 1914-1916  Gerolamo Filippini[10]
- 1916-1919  Marasi[11]
- 1919-1921  Francesco Leonardi
- 1921-1923  Ugo Campana
- 1923-1926  Emilio Troili
- 1926-1927  Ruggero Franzoia (1ª-?ª)
 Pasquale Ottone (?ª-14ª)
- 1927-1930  Francesco Leonardi
- 1930-1931  Ruggero Franzoia
- 1931-1932  Mario Repetti (Comm. straor.)
- 1932-1933  Rino Brignole
- 1933-1934  Rino Brignole (1ª-?ª)
 Mario Repetti (Comm. straor.) (?ª-?ª)
 Giovanni Dallorso (?ª-30ª)
- 1934-1936  Giovanni Dallorso
- 1936-1937  Dario Costa
- 1937-1941  Giovanni Vittorio Marcone
- 1941-1942  Martino Lertora
- 1942-1943  Giovan Battista Pinagli (Comm. straor.) (1ª-11ª)
 Guido Costa (12ª-22ª)
- 1943-1944  Guido Costa
- 1944-1946  Dario Costa
- 1946-1947  Luigi Roffo
- 1947-1948  Alessandro Loewy
- 1948-1949  Arduino Graglia
- 1949-1951  Giuseppe Speciale
- 1951-1952  Giuseppe Speciale (1ª-34ª)
 Antonio Solari (Comm. straor.) (giu.)
- 1952-1954  Antonio Solari[12]
- 1954-1957  Attilio Sanguineti
- 1957-1959  Luigi Livellara
- 1959-1961  Comitato di reggenza[13]
- 1961-1962  Giovanni Cogozzo (1ª-?ª)
 Sandro Novelli (Comm. straor.)  (?ª-34ª)
- 1962-1963  Comitato di reggenza[14]
- 1963-1972  Antonio Solari (Comm. straor.)
- 1972-1973  Agostino Sanguineti (Comm. straor.)
- 1973-1974  Giancarlo Ghio
- 1974-1975  Giacomo Benini (1ª-?ª)
 Martino Chiartelli (?ª-34ª)
- 1975-1977  Vittorio Chiesa
- 1977-1979  Franco Celeri
- 1979-1982  Vittorio Chiesa
- 1982-1983  Vittorio Chiesa (1ª-30ª)
 Sergio Barbieri (giu.-ago.)
- 1983-1989  Sergio Barbieri
- 1989-1992  Fabio Andreozzi
- 1992-1993  Fabio Andreozzi (1ª-?ª)
 Vittorio Chiesa (?ª-30ª)
- 1993-1994  Vittorio Chiesa
- 1994-1997  Antonio Bonino
- 1997-1998  Vincenzo Bovone
- 1998-1999  Vincenzo Bovone (1ª-?ª)
 Ricardo Omar Ciancilla (?ª-30ª)
- 1999-2001  Ricardo Omar Ciancilla
- 2002-2006  Silvio Vallarino[15]
- 2006-2007  Silvano Solari (1ª-27ª)
 Silvio Vallarino (28ª-34ª e play-off)
- 2007-2008  Silvio Vallarino (lug.-ago.)
 Antonio Gozzi (1ª-30ª)
- 2008-  Antonio Gozzi

### Record
- 18  Antonio Gozzi (2007-)
- 12  Antonio Solari (1951-1954; 1963-1972)[16]
- 8  Vittorio Chiesa (1975-1977; 1979-1983; 1992-1994)
- 7  Sergio Barbieri (1982-1989)
- 6  Silvio Vallarino (2002-2008)
- 5  Francesco Leonardi (1919-1921; 1927-1930)
- 4  Giovanni Vittorio Marcone (1937-1941)

4  Fabio Andreozzi (1989-1993)
- 3 6 presidenti[17]

| Stagioni in Serie B - 6 Antonio Gozzi (2007-) | Stagioni in Serie C/Lega Pro Prima Divisione - 8 Antonio Solari (1951-1954; 1963-1972) - 7 Antonio Gozzi (2007-) 4 Giovanni Vittorio Marcone (1937-1941) - 1 Dario Costa (1936-1937; 1944-1946) 1 Guido Costa (1942-1944) 1 Giovanni Dallorso (1934-1936) 1 Martino Lertora (1941-1942) 1 Alessandro Loewy (1947-1948) 1 Giovan Battista Pinagli (1942-1943) 1 Luigi Roffo (1946-1947) | Stagioni in Serie C2/Lega Pro Seconda Divisione - 3 Sergio Barbieri (1983-1989) - 2 Antonio Gozzi (2007-) |

Stagioni incluse frazioni di stagione.

Dati aggiornati al termine della stagione 2024-2025.

### Competizioni vinte
- Lega Pro Prima Divisione/Serie C

3 Antonio Gozzi (2013-2014 - girone A, 2018-2019 - girone A, 2024-2025 - girone B)
- Campionato Interregionale/Serie D

1 Sergio Barberi (1984-1985 - girone E)
1 Luigi Livellara (1957-1958 - girone A)
1 Antonio Solari (1963-1964 - girone A)
- Seconda Divisione Liguria/Promozione Liguria/Eccellenza Liguria

1 Antonio Bonino (1996-1997)
1 Rino Brignole (1932-1933)
1 Ricardo Omar Ciancilla (1998-1999)
1 Antonio Gozzi (2007-2008)
1 Attilio Sanguineti (1955-1956)
- Coppa Italia Dilettanti (fase Liguria)

1 Ricardo Omar Ciancilla (2000-2001)